# Demokrāti.lv
Nous Demòcrates (letó Jaunie Demokrāti) és un partit polític de Letònia creat el 2004 per dos diputats del Saeima, Māris Gulbis i Ināra Ostrovska, que abandonaren el Partit de la Nova Era. Està alineat amb l'organització paneuropea EUDemocrats. A les eleccions legislatives letones de 2006 va obtenir l'1,27% dels vots i cap escó. Després d'aquest resultat decebedor, ha mantingut converses amb el partit Per la Pàtria i la Llibertat de cara a una possible unió.